# Conrado Buchanelli Holz
Conrado Buchanelli Holz (Ajuricaba, 3 aprile 1997) è un calciatore brasiliano, centrocampista dell'Atl. Goianiense.

## Caratteristiche tecniche
È un esterno sinistro.

## Carriera
Cresciuto nelle giovanili del Grêmio, ha esordito in prima squadra il 28 maggio 2017 in un match perso 4-3 contro lo Sport Recife.

## Statistiche

### Presenze e reti nei club
Statistiche aggiornate al 21 novembre 2017.
| Stagione        | Squadra         | Campionato      | Campionato | Campionato | Coppe nazionali | Coppe nazionali | Coppe nazionali | Coppe continentali | Coppe continentali | Coppe continentali | Altre coppe | Altre coppe | Altre coppe | Totale | Totale | Totale |
| Stagione        | Squadra         | Comp            | Pres       | Reti       | Comp            | Pres            | Reti            | Comp               | Pres               | Reti               | Comp        | Pres        | Reti        | Pres   | Reti   |        |
| --------------- | --------------- | --------------- | ---------- | ---------- | --------------- | --------------- | --------------- | ------------------ | ------------------ | ------------------ | ----------- | ----------- | ----------- | ------ | ------ | ------ |
| 2017            | Grêmio          | A+GAU           | 5+0        | 0          | CB              | 0               | 0               | CL                 | 0                  | 0                  | PL          | 1           | 0           | 6      | 0      |        |
| Totale carriera | Totale carriera | Totale carriera | 5          | 0          |                 | 0               | 0               |                    | 0                  | 0                  |             | 1           | 0           | 6      | 0      |        |

## Palmarès

### Club

#### Competizioni internazionali
- Coppa Libertadores: 1

Grêmio: 2017

#### Competizioni nazionali
- Campionato polacco di seconda divisione: 1

Lechia Danzica: 2023-2024